# Artur Sahinján
Artur Sahinján (örmény neve: Արթուր Շահինյան) (1987. január 8. –) örmény kötöttfogású birkózó. A 2018-as birkózó-világbajnokságon a bronzérmet nyert 87 kg-os súlycsoportban, kötöttfogásban. Kétszeres Európa-bajnoki bronzérmes kötöttfogásban, 84 kg-ban.

## Sportpályafutása
A 2018-as birkózó-világbajnokságon a bronzérmet nyert. A mérkőzést 6–1-ra nyerte az azeri İslam Abbasov ellen.